# Camillo Torreggiani
Camillo Torreggiani, talvolta indicato come Torregiani (Ferrara, 19 marzo 1820 – Ferrara, 1896), è stato uno scultore italiano.

## Biografia
Di estrazione povera, si dedicò sin da giovane alla scultura ma, a causa delle difficoltà economiche, lasciò Ferrara nemmeno ventenne recandosi in svariate città in cerca di lavoro. A Bologna lavorò alle decorazioni realizzando rosoni nell'allora restaurando Palazzo del Podestà e a Livorno nella Chiesa di Santa Maria del Soccorso modellando le mensole della cantoria, senza perdere l'obiettivo di dedicarsi del tutto alla scultura figurativa.
A Ferrara seguì i corsi della Scuola di Ornato, ricevendo un premio nel 1847, stesso anno in cui espose il busto di Francesco Varano: vi aprì uno studio, dedicandosi a diverse commissioni.
Nel 1848 e 1849 partecipò alla Guerra d'Indipendenza nel Corpo Universitario ferrarese senza abbandonare del tutto Firenze, città in cui aveva preso domicilio. Sempre nel '49 presentò istanza al Comune per la realizzazione dei busti a medaglione di monaci e santi ferraresi in Certosa, realizzandone una trentina nel corso di un anno.
Raccomandato dallo scultore Luigi Pampaloni, si recò a Firenze, producendo sotto la sua guida svariati ritratti. Dopo undici anni nel capoluogo toscano, si recò a Napoli dove fu colpito dalle statue barocche nella Cappella Sansevero. Nel 1857 fu contattato nel suo studio di Firenze da Gerolamo Scutellari per la realizzazione della maschera funebre della prima moglie, Zaira Gulinelli (opera per la quale fu contattato anche Cesare Zocchi ma realizzata a Ferrara da Cesare Polloni, collaboratore di Torreggiani).
Tornò definitivamente nella città natale negli anni post-unitari, richiedendo nel 1860 e nuovamente nel 1878 il passaporto per lo Stato Italiano «per suoi affari portarsi altrove», definendosi «scultore, possidente e cavaliere». Al 1858 e 1859 risalgono le proposte indirizzate a Ferrara per l'esecuzione in marmo del busto del cardinale Pietro Gramiccia e per un monumento all'Immacolata da erigersi dinnanzi alla chiesa di San Domenico. Nel 1861 diede vita all'associazione ferrarese che si proponeva di eseguire 12 ritratti in marmo di Carrara; talvolta assieme al marmista Beretta, eresse svariati monumenti in Certosa, perlomeno dal 1852 al 1888. Nel 1866 restaurò la facciata della propria casa in Corso della Giovecca, abbellendola con due sculture nelle lunette degli ingressi.
Viaggiò e lavorò a Parigi, Londra, Vienna e Madrid. In quest'ultima soggiornò sei mesi, lavorando per l'ex regina Isabella II scolpendone, tra l'altro, il ritratto velato, ricevendo in cambio la Croce di cavaliere di Carlo III.
Le numerose commissioni e l'indefessa operosità, assieme al carattere mite, gli permisero di vivere poi in maniera agiata.

## Esposizioni
- 1854: Ferrara, Palazzo dei Diamanti (busti di Silvestro Camerini e della Regina Isabella II)
- 1870: Parma (busto di Rossini)
- 1873: Ferrara, esposizione della Società Benvenuto Tisi da Garofalo (ritratti in marmo di Cavalieri e Pareschi); Bondeno (busto di Cavour, ora al Municipio)
- 1882: Ferrara, esposizione della Società Benvenuto Tisi da Garofalo.[3]

## Opere
Nella Certosa di Ferrara, i monumenti:
- Busto di Francesco Bonaccioli, 1861[7]
- Famiglia Mantovani
- Famiglia Dotti, Filippo e figli[8][9]
- Lovel Putman[10]
- Famiglia del Cav. Santini
- Marcellino Lombardi
- Maragola
- Marcello Lombarda[11]
- Vincenzo e Giovanni Bonetti
- Tomba di Paolo Bergami

Altre opere funerarie:
- Immacolata, tomba del cardinal Francesco Battaglini, 1894, cimitero di Mirabello

Decine di Busti-ritratti tra cui:
- Cardinal Vannicelli Casoni, 1850; Francesco Bonaccioli, 1914, Ospizio[3]
- Regina Isabella, 1855, Museo d'Arte Moderna di Madrid[7][11][14]
- Cavour, 1860, marmo, per l'aula consiliare, Comune di Bondeno, ora nell'ingresso del palazzo comunale di Bondeno
- Vittorio Emanuele II, gesso (calco), 1862, Palazzo Reale, Torino[15], prescelto come il migliore ad un concorso presentato a Terni[16]
- Conte De Angelis, 1866, marmo, per il Comune di Rovigo
- Benvenuto Tisi da Garofalo, 1872, gesso,[17] per la Società Tisi,[18] Pinacoteca Nazionale Ferrara[19]
- Gioachino Rossini, Repubblica di San Marino[4]
- Gioacchino Rossini, Casa Rossini[1]
- Immacolata, statua, marmo di Carrara
- Erminia Frezzolini (opera dispersa)
- Avv. Carlo Mayr
- Vincenzo Pareschi
- Carlo Eppi, Ospedale Eppi, Portomaggiore

Altre sue opere sono in collezioni private di Ferrara e San Donato in Collina.

## Onorificenze
Croce di Carlo III.

## Galleria d'immagini

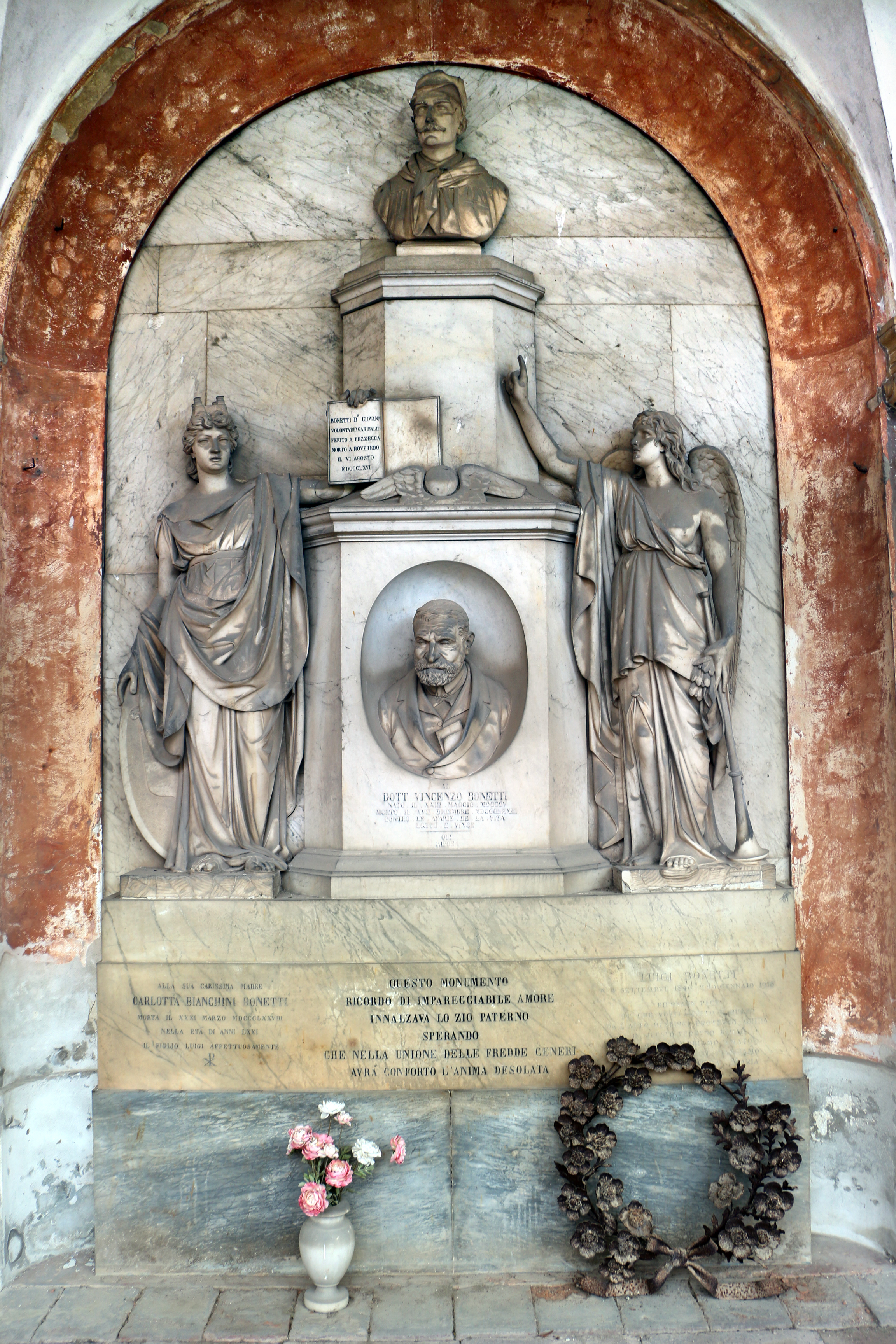
Tomba di Vincenzo Bonetti (1873)
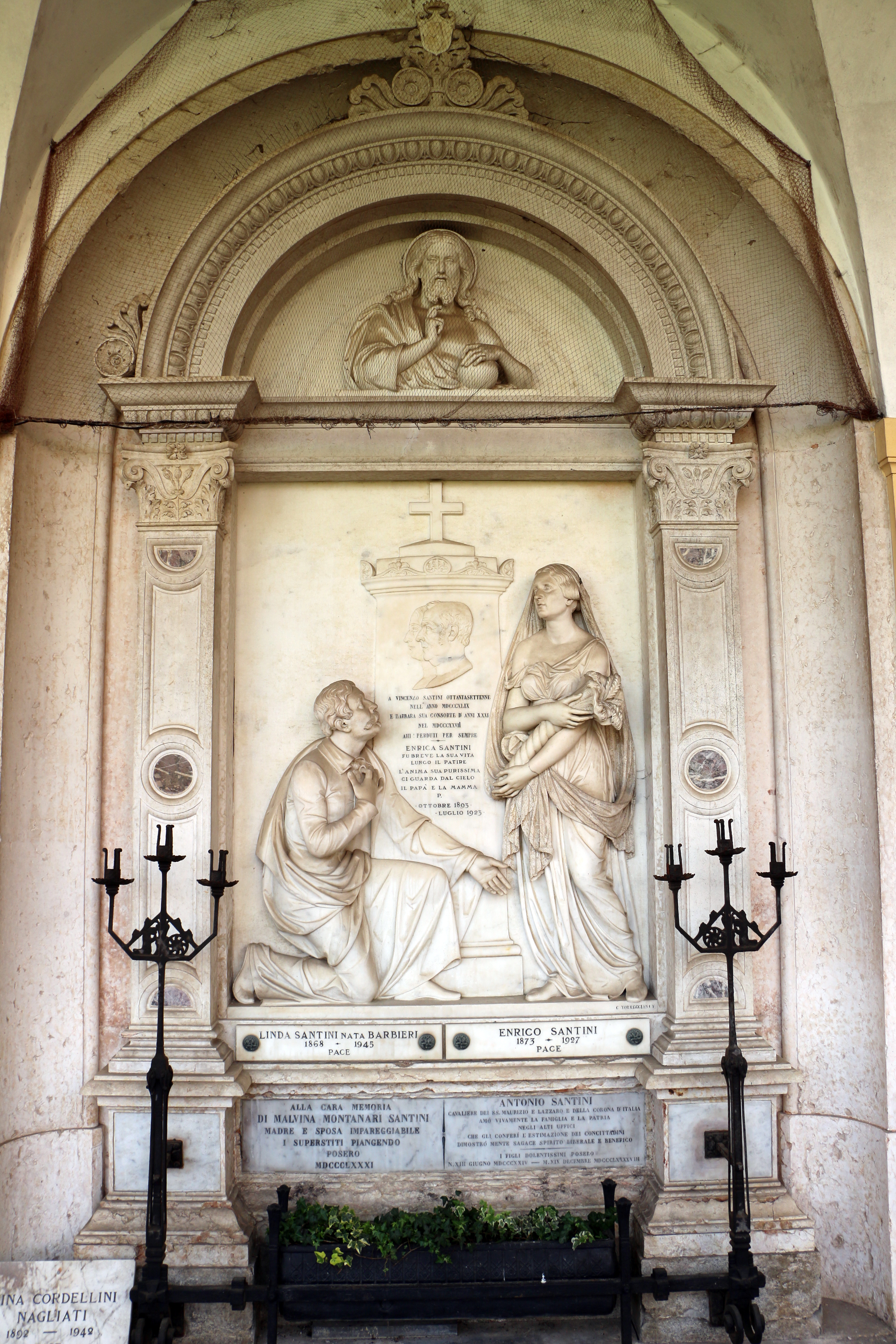
Tomba di Vincenzo Santini e consorte (1827)
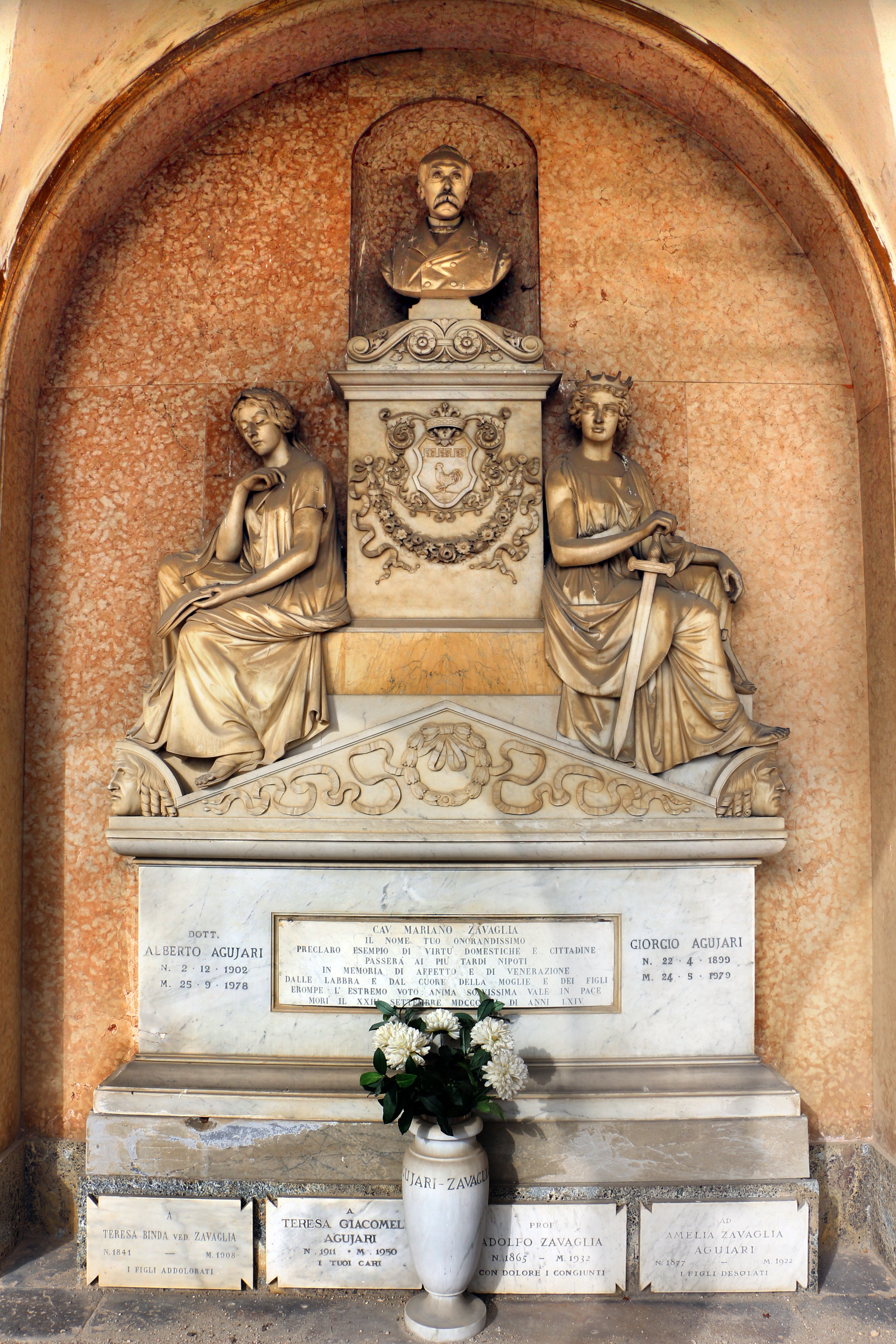
Tomba del cavalier Zavaglia